# Sunny Ekeh Kingsley
Sunny Ekeh Kingsley (ur. 9 września 1981 w Owerri, Nigeria) – nigeryjski piłkarz, grający na pozycji napastnika, reprezentant Nigerii.

## Kariera piłkarska

### Kariera klubowa
Na początku kariery piłkarskiej występował w różnych miejscowych klubach. W wieku 18 lat za radą ojca wyjechał do Portugalii, gdzie został piłkarzem drużynie młodzieżowej União Leiria. W 2001 został wypożyczony do Caldas. W 2003 podpisał kontrakt z klubem SC Beira-Mar. W 2005 przeniósł się do Egiptu, broniąc barw drużyny El Zamalek. Potem od stycznia 2007 występował w cypryjskim AEK Larnaka. W lipcu 2008 przeszedł do Metałurha Donieck. Na początku sierpnia 2010 powrócił do AEK Larnaka

### Kariera reprezentacyjna
Jest zawodnikiem młodzieżowej i pierwszej reprezentacji Nigerii.